# Kryptolebias campelloi
Kryptolebias campelloi är en fiskart som först beskrevs av Costa, 1990.  Kryptolebias campelloi ingår i släktet Kryptolebias och familjen Rivulidae. Inga underarter finns listade i Catalogue of Life.